# Lophodelta minima
Lophodelta minima là một loài bướm đêm trong họ Noctuidae.